# Calloconophora caliginosa
Calloconophora caliginosa är en insektsart som beskrevs av Walker. Calloconophora caliginosa ingår i släktet Calloconophora och familjen hornstritar. Inga underarter finns listade i Catalogue of Life.